# Asnières-sur-Oise
 Asnières-sur-Oise  és una població i comuna francesa, de la regió de l'Illa de França, al departament de la Val-d'Oise.
Forma part del cantó de L'Isle-Adam, del districte de Sarcelles i de la Comunitat de comunes Carnelle Pays-de-France.

## Demografia
| Evolució de la població |       |       |       |       |       |       |       |      |
| 1793                    | 1800  | 1806  | 1821  | 1831  | 1836  | 1841  | 1846  | 1851 |
| 932                     | 1 029 | 1 149 | 1 106 | 1 106 | 1 151 | 1 051 | 1 086 | 909  |

| 1856 | 1861 | 1866 | 1872  | 1876  | 1881  | 1886  | 1891  | 1896  |
| ---- | ---- | ---- | ----- | ----- | ----- | ----- | ----- | ----- |
| 978  | 875  | 952  | 1 019 | 1 100 | 1 055 | 1 089 | 1 170 | 1 261 |

| 1901  | 1906  | 1911  | 1921  | 1926  | 1931  | 1936  | 1946  | 1954  |
| ----- | ----- | ----- | ----- | ----- | ----- | ----- | ----- | ----- |
| 1 294 | 1 224 | 1 172 | 1 064 | 1 140 | 1 149 | 1 116 | 1 007 | 1 255 |

| 1962  | 1968  | 1975  | 1982  | 1990  | 1999  | 2006 | 2011 | 2016 |
| ----- | ----- | ----- | ----- | ----- | ----- | ---- | ---- | ---- |
| 1 399 | 1 462 | 1 450 | 2 186 | 2 321 | 2 479 | -    | -    | -    |

| 2019 | - | - | - | - | - | - | - | - |
| ---- | - | - | - | - | - | - | - | - |
| -    | - | - | - | - | - | - | - | - |

## Llocs i monuments
- Abadia de Royaumont, fundada per Lluís IX de França en 1228.
- Església de Saint-Rémi, (segles xii i xiii).
- Castell de Baillon.
- Castell de la Reina Blanca.
- Safareig.